# 曼彻斯特编码
在电信与数据存储中, 曼彻斯特编码（Manchester coding），又称自同步码、相位编码（phase encoding，PE），能够用信号的变化来保持发送设备和接收设备之间的同步。它用电压的变化来分辨0和1，从高电平到低电平的跳变代表1，而从低电平到高电平的跳变代表0(as per G.E.Tomas编码方式)。从高电平到低电平的跳变代表0，而从低电平到高电平的跳变代表1(as per IEEE 802.3编码方式)，下方有所展示。 信号的保持不会超过一个比特位的时间间隔。即使是0或1的序列，信号也将在每个时间间隔的中间发生跳变。这种跳变将允许接收设备的时钟与发送设备的时钟保持一致。

## 特点

### 优点
与NRZ相比，曼彻斯特编码提供一种同步机制，保证发送端与接收端信号同步。

### 缺点
曼彻斯特编码的频率要比NRZ高一倍，传输等量数据所需的頻寬大一倍。

## 描述

说明曼彻斯特编码的两种方式

（根据802.3中规定编码方式）从接收的编码位中提取原始数据：
| 原始数据 |   | 时钟 |       | 曼彻斯特值 |
| -------- | - | ---- | ----- | ---------- |
| 0        | = | 0    | XOR ⊕ | 0          |
| 0        | = | 1    | XOR ⊕ | 1          |
| 1        | = | 0    | XOR ⊕ | 1          |
| 1        | = | 1    | XOR ⊕ | 0          |

总结：
- 每个比特发送时间恒定（“周期”）。
- 0用低至高转换表示，1用高到低转换表示（根据G.E. Thomas方式—IEEE 802.3方式与之相反）。[4]
- 表示0或1的转换出现在周期的中点。
- 周期开始的转换不表示数据。

## 应用
曼彻斯特编码被物理层用来编码一个同步位流的时钟和数据。因此，曼彻斯特编码被用在以太网媒介系统中。曼彻斯特编码提供一个简单的方式给编码简单的二进制序列而没有长的周期及转换级别，因而防止时钟同步的丢失，或来自低频率位移在贫乏补偿的模拟链接位错误。在这个技术下，实际上的二进制数据通过电缆被传输，不是作为一个序列的逻辑1或0来发送的(NRZ）。与NRZ相反，这些位被转换为一个稍微不同的格式，它通过使用直接的二进制编码。
曼彻斯特编码还被用于局域网传输。

## 資料來源
1. 1 2 3  .   [2016-08-12]. （原始内容存档于2016-08-17）.
2. ↑  .   [2016-08-12]. （原始内容存档于2016-08-15）.
3. 1 2  wan ping. . 2013-12-05  [2016-08-12].
4. ↑  Forster, R. . Engineering Science & Education Journal. 2000, 9 (6): 278. doi:10.1049/esej:20000609.